# Бранко Јовичић
Бранко Јовичић (Рашка, 18. март 1993) српски је фудбалер. Игра на средини терена, а тренутно наступа за ЛАСК из Линца.

## Клупска каријера
Јовичић је поникао у ФК Бане из Рашке. Касније је прешао Борац из Чачка у којем је играо као омладинац а затим и дебитовао у сениорској конкуренцији. Пред почетак сезоне 2013/14. је постављен за капитена Борца, па је тако постао најмлађи капитен у историји клуба. За две сезоне у првом тиму Борца је одиграо 47 утакмица у Првој лиги Србије, а у сезони 2013/14. је са клубом изборио пласман у Суперлигу Србије.
Након што је прошао пробу, Јовичић у августу 2014. прелази у руски Амкар. Са клубом из Перма потписао је једногодишњи уговор са опцијом продужетка на још две године. У дебитантској сезони одиграо је 21 првенствену утакмицу за Амкар и постигао три гола, након чега је у јулу 2015. потписао нови уговор са клубом на још три године. За три сезоне у екипи Амкара је одиграо 58 утакмица у Премијер лиги Русије.
У јулу 2017. је потписао трогодишњи уговор са Црвеном звездом. Дебитантски наступ у црвено-белом дресу је имао у првој утакмици другог кола квалификација за Лигу Европе, у ремију са Иртишем из Павлодара у Казахстану. Звезда је славила у другом мечу на стадиону Рајко Митић са 2:0, а Јовичић је по оценама многих био најбољи играч утакмице. На првенственој утакмици против Чукаричког, одиграној 6. августа 2017, Јовичић је сломио метатарзалну кост након дуела са Николом Дринчићем. Након тога је отишао на паузу од неколико месеци, а по повратку на терен 29. новембра 2017. је постигао гол са пенала у победи над Радником из Сурдулице (5:0). За три сезоне у Црвеној звезди је освојио три шампионске титуле.
Почетком септембра 2020. је потписао уговор са Уралом из Јекатеринбурга. У фебруару 2022. је прешао у ЛАСК из Линца, са којим је потписао уговор до јуна 2025. године.

## Репрезентација
У септембру 2018. године, Јовичић је по први пут добио позив сениорске репрезентације Србије. Селектор Младен Крстајић му је уручио позив за дуеле против Црне Горе и Румуније у Лиги нација. Деби у националном тиму је имао 11. октобра 2018. у победи над Црном Гором у Подгорици, када је ушао у игру у другом полувремену.

## Трофеји

### Црвена звезда
- Суперлига Србије (3) : 2017/18, 2018/19, 2019/20.